# Van Roijen-Roem-verklaring
De Van Roijen-Roem-verklaring was een op 7 mei 1949 gesloten overeenkomst tussen de onderhandelaars Jan Herman van Roijen en Mohammed Roem over het beëindigen van de vijandelijkheden in aanloop van de Rondetafelconferentie in Den Haag later in 1949 waarin Nederland de onafhankelijkheid van Indonesië zou erkennen. De akkoorden werden gesloten in het Hotel des Indes in Batavia.

## Akkoorden van 7 mei 1949
Het akkoord bevatte de volgende zaken:
- De Republikeinse strijdkrachten zouden alle guerrilla-activiteiten beëindigen
- De Republikeinse regering zou instemmen met deelname aan een conferentie in Den Haag.
- Herstel van het Republikeins gezag in Yogyakarta
- Beëindiging van alle vijandelijkheden door de Nederlandse strijdkrachten alsmede vrijlating van alle krijgsgevangenen.

## Akkoorden van 22 juni 1949
Op 22 mei 1949 vond een tweede onderhandelingsronde plaats; waarin enkele andere aspecten van de toekomstige Nederlands-Indonesische relaties werden uitgewerkt. Dit leidde tot de volgende overeenkomsten:
- Een complete en onvoorwaardelijke overgang van de soevereiniteit naar de Indonesische regering, overeenkomstig de Renville-overeenkomst uit 1948
- Instelling van een gemenebest waarin Nederland en Indonesië zouden toetreden als gelijkwaardige partners, met gelijke rechten.
- overeenkomsten aangaande de overgang van rechten en verplichtingen die door Nederlands-Indië waren aangegaan op Indonesië.

Op 6 juli 1949 keerden Soekarno en Hatta terug uit hun ballingschap naar de toenmalige Republikeinse hoofdstad Yogyakarta. Het kabinet-Hatta I bekrachtigde de Van Roijen-Roem-verklaring een week later, op 13 juli. Op 3 augustus 1949 werden de details van een wapenstilstand tussen de Nederlandse en Indonesische troepen overeengekomen, hetgeen gevolgd werd door een beëindiging van de vijandelijkheden op Java op 11 augustus 1949 en op Sumatra op 15 augustus. De Rondetafelconferentie leidde vervolgens tot een overeenstemming over alle openstaande punten, met uitzondering van de status van Nieuw-Guinea.